# Coleroa alchemillae

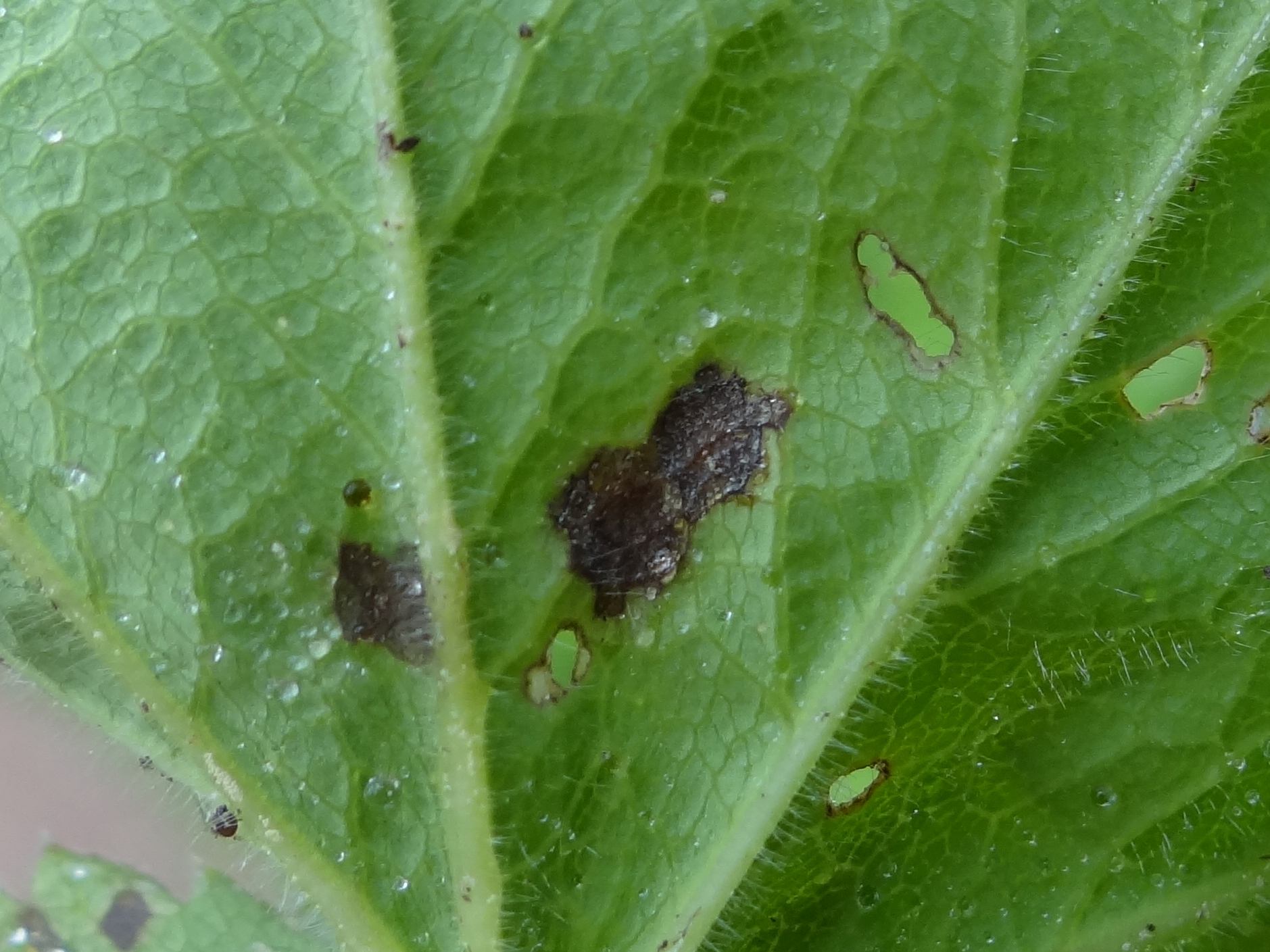
Plama na dolnej stronie liscia

Coleroa alchemillae (Grev.) G. Winter – gatunek grzybów z klasy Dothideomycetes. Grzyb mikroskopijny pasożytujący na roślinach z rodzaju przywrotnik (Alchemilla). Powoduje u nich plamistość liści.

## Systematyka i nazewnictwo
Pozycja w klasyfikacji według Index Fungorum: Coleroa, Venturiaceae, Venturiales, Pleosporomycetidae, Dothideomycetes, Pezizomycotina, Ascomycota, Fungi.
Po raz pierwszy zdiagnozował go w 1824 r. Robert Kaye Greville nadając mu nazwę Asteroma alchemillae. Obecną, uznaną przez Index Fungorum nazwę nadał mu Heinrich Georg Winter w 1885 r.
Synonimy:
- Asteroma alchemillae Grev. 1824
- Dothidea alchemillae (Grev.) Fr. 1828
- Stigmatea alchemillae (Grev.) Fr. 1849
- Venturia alchemillae (Grev.) Berk. & Broome 1875

## Charakterystyka
W miejscach rozwoju grzybni Coleroa alchemillae na liściach tworzą się plamy; początkowo żółte, potem brązowe, w końcu czarne. W ich obrębie rozwijają się perytecja o średnicy dochodzącej do 0,1 mm. 
Znane jest występowanie C. alchemillae głównie w Europie. Jest tutaj szeroko rozprzestrzeniony. W Polsce podano wiele jego stanowisk na gatunkach: Alchemila crinita, Alchemilla gracilis, Alchemilla micans, Alchemilla reniformis, Alchemilla vulgaris i niezidentyfikowanych gatunkach Alchemilla.